# Азяковский сельсовет
Азяковский сельсовет  — муниципальное образование в Бураевском районе Башкортостана.

## История
Согласно «Закону о границах, статусе и административных центрах муниципальных образований в Республике Башкортостан» имеет статус сельского поселения.

## Население
| 2002  | 2009  | 2010  | 2012  | 2013  | 2014  | 2015  |
| ----- | ----- | ----- | ----- | ----- | ----- | ----- |
| 1559  | ↘1507 | ↘1311 | ↘1276 | ↘1206 | ↘1175 | ↘1167 |
| 2016  | 2017  |       |       |       |       |       |
| ↘1123 | ↘1085 |       |       |       |       |       |

## Состав сельского поселения
| № | Населённый пункт | Тип населённого пункта          | Население |
| - | ---------------- | ------------------------------- | --------- |
| 1 | Азяково          | деревня, административный центр | ↘267      |
| 2 | Мамады           | деревня                         | ↘339      |
| 3 | Муллино          | деревня                         | ↘336      |
| 4 | Новомустафино    | деревня                         | ↘112      |
| 5 | Абдрашбаш        | деревня                         | ↘88       |
| 6 | Алдарово         | деревня                         | ↘66       |
| 7 | Старомустафино   | деревня                         | ↘45       |
| 8 | Сульзибаш        | деревня                         | ↘31       |
| 9 | Гумерово         | деревня                         | →27       |